# Bahnstrecke Chancay–Palpa
| Streckenlänge: | 25 km               |                           |                           |
| Spurweite: | 1000 mm (Meterspur) |                           |                           |
| Zweigleisigkeit: | nein                |                           |                           |
| |                     |                           |                           |
| \| \| 0 \| Punta de Chancay (⊙) \| Punta de Chancay (⊙) \| \| \| \| Chancay (⊙) \| \| \| \| 7 \| Torre Blanca Hacienda (⊙) \| Torre Blanca Hacienda (⊙) \| \| \| 11 \| Esquivel Hacienda \| Esquivel Hacienda \| \| \| 13 \| Huaral (⊙) \| Huaral (⊙) \| \| \| \| Bahnstrecke Ancón–Sayan \| \| \| \| 22 \| Pueblo Libre (⊙) \| Pueblo Libre (⊙) \| \| \| \| Río Chancay \| \| \| \| 25 \| Palpa Hacienda (⊙) \| Palpa Hacienda (⊙) \| \| \| \| \| \| \| Quellen: [1][2]:76 \| \| \| \| |                     |                           |                           |
| Betriebs-/Güterbahnhof Streckenanfang (Strecke außer Betrieb) | 0                   | Punta de Chancay (⊙)      | Punta de Chancay (⊙)      |
| Bahnhof (Strecke außer Betrieb) |                     | Chancay (⊙)               | Chancay (⊙)               |
| Bahnhof (Strecke außer Betrieb) | 7                   | Torre Blanca Hacienda (⊙) | Torre Blanca Hacienda (⊙) |
| Bahnhof (Strecke außer Betrieb) | 11                  | Esquivel Hacienda         | Esquivel Hacienda         |
| Bahnhof (Strecke außer Betrieb) | 13                  | Huaral (⊙)                | Huaral (⊙)                |
| Kreuzung (Strecken außer Betrieb) |                     | Bahnstrecke Ancón–Sayan   | Bahnstrecke Ancón–Sayan   |
| Bahnhof (Strecke außer Betrieb) | 22                  | Pueblo Libre (⊙)          | Pueblo Libre (⊙)          |
| Brücke über Wasserlauf (Strecke außer Betrieb) |                     | Río Chancay               | Río Chancay               |
| Kopfbahnhof Streckenende (Strecke außer Betrieb) | 25                  | Palpa Hacienda (⊙)        | Palpa Hacienda (⊙)        |
| |                     |                           |                           |
| Quellen: :76 |                     |                           |                           |

Die Bahnstrecke Chancay–Palpa war eine meterspurige Bahnstrecke im mittleren Peru in der heutigen Provinz Huaral.

## Geografische Lage
Wie bei zahlreichen anderen Eisenbahnen in Peru handelte es sich zeitweise um einen Inselbetrieb, der gebaut wurde, um im Hinterland gelegenen agrarischen Großbetrieben Zugang zu einem Hafen an der Pazifikküste zu verschaffen. Sehr viel später entstand dann die Bahnstrecke Ancón–Sayan, die die Bahnstrecke Chancay–Palpa in Huaral kreuzte:76, 80 und von der ebenfalls eine Zweigstrecke zum Hafen von Chancay führte, die parallel zur Bahnstrecke Chancay–Palpa verlief.:76

## Geschichte
Die Bahnstrecke Chancay–Palpa entstand aus der Initiative zweier Haciendas, die damit ihre Produkte über den Hafen von Chancay abführen wollten. Die Bahn bot aber von Anfang an auch öffentlichen Personenverkehr. Sie ging 1875 in Betrieb. In Chancay bestand Anschluss an die in Normalspur ausgeführte, von Lima kommende Bahnstrecke, die allerdings schon im Salpeterkrieg (1879–1884) zerstört und in diesem nördlichen Abschnitt nicht mehr aufgebaut wurde. Vor 1909 wurde der Bahnbetrieb in eine Gesellschaft gefasst, die Empresa del Ferrocarril y Muelle de Chancay. Die Bahnstrecke Chancay–Palpa blieb bis 1912 ein Inselbetrieb, als die Bahnstrecke Ancón–Sayan eröffnet wurde, die sie in Huaral kreuzte. Diese Strecke war allerdings in der Spurweite von 914 mm gebaut. Fahrzeuge konnten also nicht übergehen. Die Bahnstrecke Chancay–Palpa wurde noch vor 1927 aufgegeben.:80